# Хлиніна Юлія Олегівна
Юлія Олегівна Хлиніна (нар. 11 січня 1992, Москва) — російська актриса театру і кіно.

## Біографія
Народилася в Москві. Батько, Олег Хлинін, інженер пожежної безпеки МНС Росії, мати, Світлана Хлиніна, за освітою вчителька початкових класів. Батьки рано розлучилися. З п'яти років займалася бальними танцями та хореографією. 
У 2009 році закінчила ліцей ім. Фрідмана з медаллю. Відразу після школи була прийнята в школу-студію МХАТ на курс Костянтина Райкіна.
З першого курсу брала участь у виставах театру «Сатирикон». Під час навчання грала роль Джульєтти у виставі «Ромео і Джульєтта». За цю роль удостоєна диплома театральної премії ім. М. В. Царьова Союзу театральних діячів Російської Федерації за успішне засвоєння професії «Актор». По закінченню вузу прийнята в трупу театру Моссовета.
З 2015 року працює у Вовківському театрі драми міста Ярославль. Грає у виставі «Чайка. Ескіз» по п'єсі А. П. Чехова «Чайка». За роль Ніни Зарічної номінована на театральну премію «Золота маска» (сезон 2016/2017) за кращу жіночу роль.
Також бере участь у кількох виставах Театру націй.
Дебютну роль у кіно зіграла у віці 19 років у фільмі «Weekend» Станіслава Говорухіна. Особливу популярність принесла робота в серіалі «Закон кам'яних джунглів» на телеканалі ТНТ. У 2016 році в міжнародний прокат вийшла картина «Дуелянт» (режисер Олексій Мізгирьов), де у Юлії головна жіноча роль.

## Особисте життя
До 2019 року зустрічалася з Єгором Корєшковим.
Зараз зустрічається з бізнесменом Олексієм Мілевським.

## Театральні роботи
Навчальний театр школи-студії МХАТ
«Сатирикон»

- «Ромео і Джульєтта» (трагедія), В. Шекспір, реж. Костянтин Райкін, роль — Джульєтта
- «Одного разу в селі...» (казка за мотивами дитячої п'єси Ю. Клавдієва і А. Москаленко «Карася і Порося»), реж. Олена Бутенко-Райкіна, роль — Хлопчик Митя

Театр імені Моссовєта
- «Ідіот» за однойменним романом Ф. М. Достоєвського, реж. Юрій Єрьомін, роль — Настасья Пилипівна
- «Casting/Кастинг» (драматично-музичне шоу), автор і режисер Юрій Єрьомін, режисер-хореограф Алла Сігалова, роль — Христина Зінченко
- «Три сестри» А. П. Чехов, реж. Андрій Кончаловський, роль — Ірина
- «Вишневий сад» А. П. Чехов, реж. Андрій Кончаловський, роль — Аня
- «Машенька» за романом Володимира Набокова, реж. Іван Орлов, роль — Клара
- «Небезпечні зв'язки» за мотивами однойменного роману Шодерло де Лакло, реж. Павло Хомський, роль — Мадам де Турвель
- «Вправи в прекрасному» (гастрольна комедія), реж. Віктор Шаміров, роль — Аліса
- «Не все коту масляна» А. Островський, реж. Віктор Шаміров, роль — Агнія
- «Чудовий рогоносець» Кроммелінк, реж. Ніна Чусова, роль — Стелла
- «Як важливо бути серйозним» О. Вайльд, реж. Віктор Шаміров, роль — Сесіль

## Ролі в кіно і озвучуванні
- 2010 - Остання хвилина (серія «Криза») -  Христина
- 2012 - Astra, я люблю тебе (новела «Здивуй мене») -  Христина
- 2013 - Weekend -  Соня
- 2013 - Обмани, якщо любиш (телесеріал) -  Марина
- 2013 - Все й відразу -  Мотя
- 2014 - Захоплення (телесеріал) -  Юлія Почекаєва
- 2015 - Закон кам'яних джунглів (телесеріал) -  Ліза
- 2015 - Щастя - це ... (новела «Двоє разом») -  дівчина
- 2015 - Таємнича пристрасть (телесеріал) -  Мірра Рєпіна
- 2016 -  Рай - епізод
- 2016 - Кавунові кірки -  Христина
- 2016 -  Дуелянт -  княжна Марфа
- 2017 -  Закон кам'яних джунглів-2 (телесеріал) -  Ліза
- 2017 - Легенда про Коловрате -  Лада
- 2017 -  Селфі -  Жанна
- 2017 - Купи мене -  Катя
- 2018 - Телефонуйте ДіКапріо! -  Даша
- 2018 - Тільки не вони -  Стерво
- 2019 - Лев Яшин. Воротар моєї мрії -  Валентина Яшина
- 2019 -  Колл-центр (телесеріал) -  Катя
- 2019 - Вугілля (телесеріал) -  Поліна
- 2020 - Політ - Котик (Тетяна)
- 2020 - Лід 2 - Маргарита

## Нагороди та премії
| Рік  | Нагорода                                       | Категорія                                                  | Робота              | Результат |
| ---- | ---------------------------------------------- | ---------------------------------------------------------- | ------------------- | --------- |
| 2017 | «Золота маска»                                 | Краща жіноча роль                                          | «Чайка. Ескіз»      | Номінація |
| 2017 | Премія Асоціації продюсерів кіно і телебачення | Краща актриса другого плану в телевізійному фільмі/серіалі | Таємнича пристрасть | Перемога  |
| 2017 | ОК! «Більше ніж зірки»                         | Нові особи (кіно)                                          |                     | Перемога  |
| 2018 | ОК! «Більше ніж зірки»                         | Головний герой (театр)                                     |                     | Номінація |
| 2018 | Театральна премія «МК»                         | Краща жіноча роль (початківці)                             | Чудовий рогоносець  | Перемога  |